# أوس بن مغراء
أوس بن مغراء القريعي السعْديّ ( 20 ق هـ / 602م - 55 هـ / 695م ): شاعر مخضرم، اشتهر في الجاهلية، وعاش زمناً في الإسلام، وشهد الفتوح العربية الإسلامية في العراق وفارس في عهد عمر بن الخطاب، ثم كان من أتباع سلمان بن ربيعة في زمن عثمان بن عفان. هاجاه النابغة الجعدي بحضرة الأخطل والعجّاج، في أيام معاوية بن أبي سفيان. ولما قال أوس: « لعمرك ما تبلى سرابيل عامر من اللؤم، مادامت عليها جلودها !» فقال النابغة قد غلب أوس وتركه ولم يرد عليه.

## نسبه
أوس بن مغراء بن ربيعة بن أنْفِ النَّاقة - اسمه جعفر - بن قُرَيع بن عوف بن كعب بن سَعْد بن زيد مناة بن تميم.